# Aerogaviota
Aerogaviota is een Cubaanse luchtvaartmaatschappij met haar thuisbasis in Havana. Naast geregelde lijndiensten voert zij chartervluchten uit.

## Geschiedenis
Aerogaviota is opgericht in 1994 door het Cubaanse leger.

## Vloot
Aerogaviota heeft toestellen van de volgende types in zijn vloot.(juli 2016)
- 4 ATR42-500

## Bestemmingen
Aerogaviota voerde in de zomer van 2007 lijnvluchten uit naar de volgende 5 bestemmingen.
- Cayo Largo, Cayo Las Brujas, Havana, Holguín, Nassau.